# Hilbringen
Hilbringen est un Stadtteil de la ville allemande de Merzig en Sarre.

## Géographie

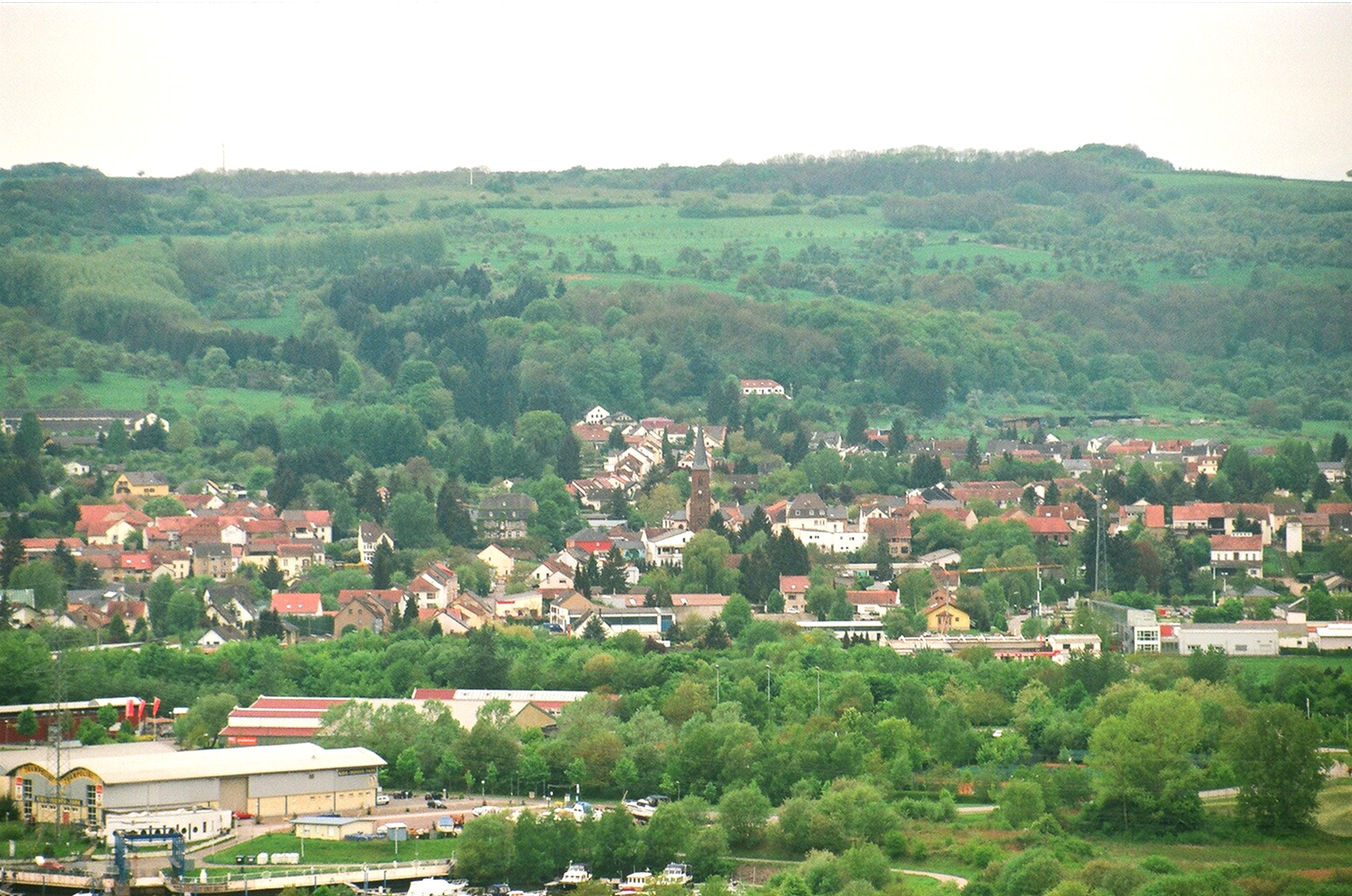

## Histoire
Ancien chef-lieu de la haute-mairie du Saargau, ce village est cédé au royaume de France par la convention du premier juillet 1778. Il devint ensuite une commune de la Moselle dépendante du canton de Sierck sous le nom de Hilbring, pour être finalement cédé à l'Allemagne en 1815.

## Lieux et monuments

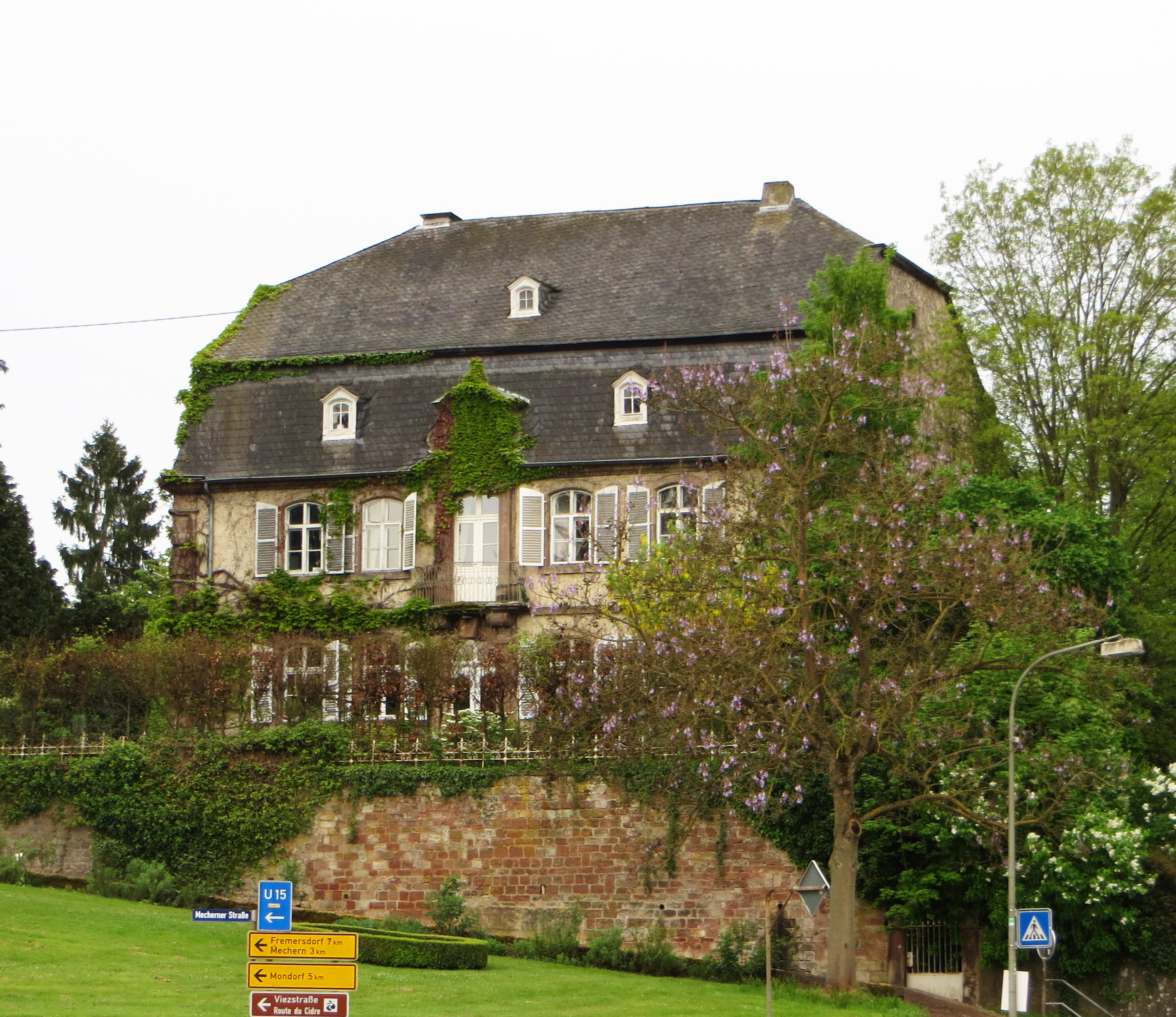
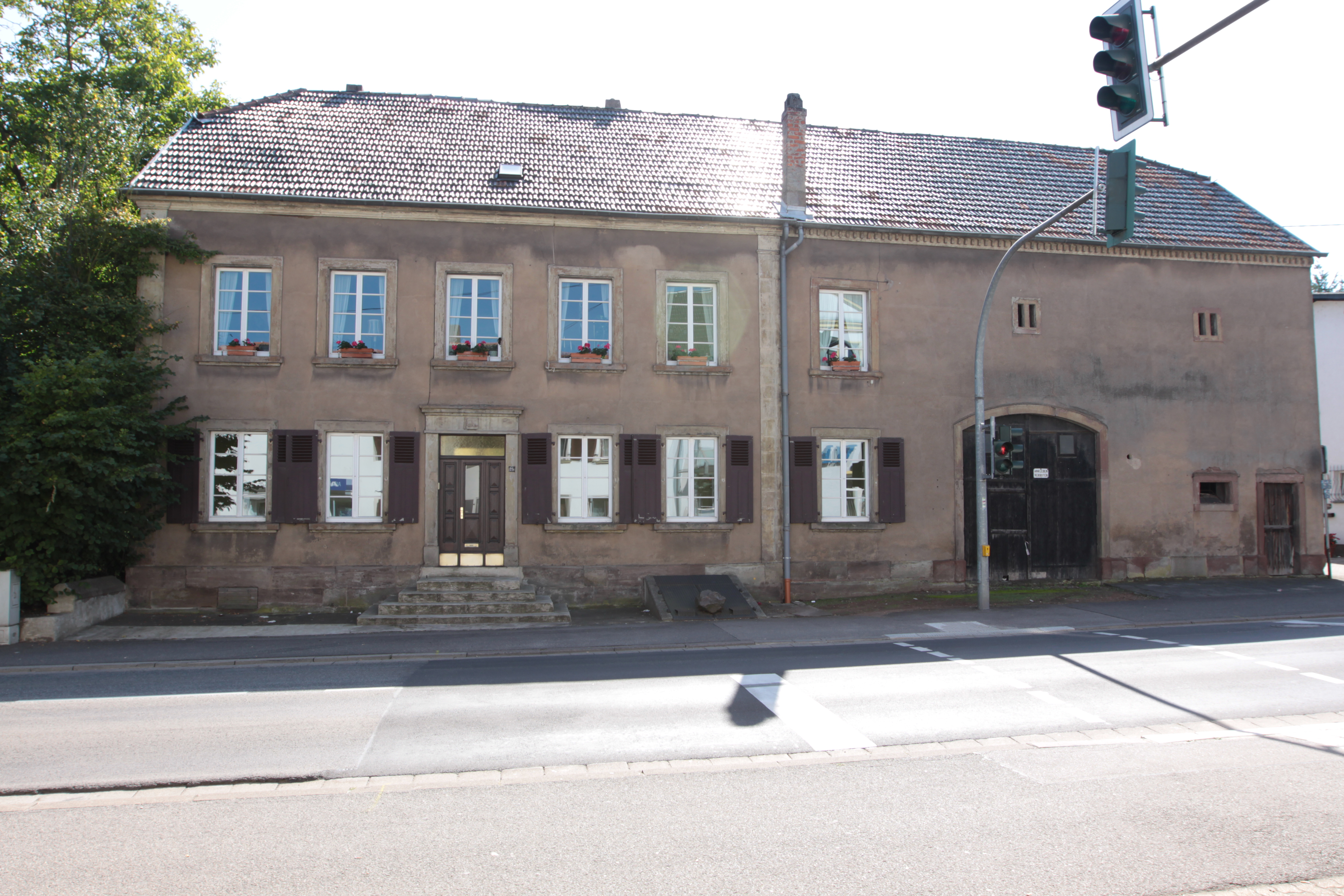
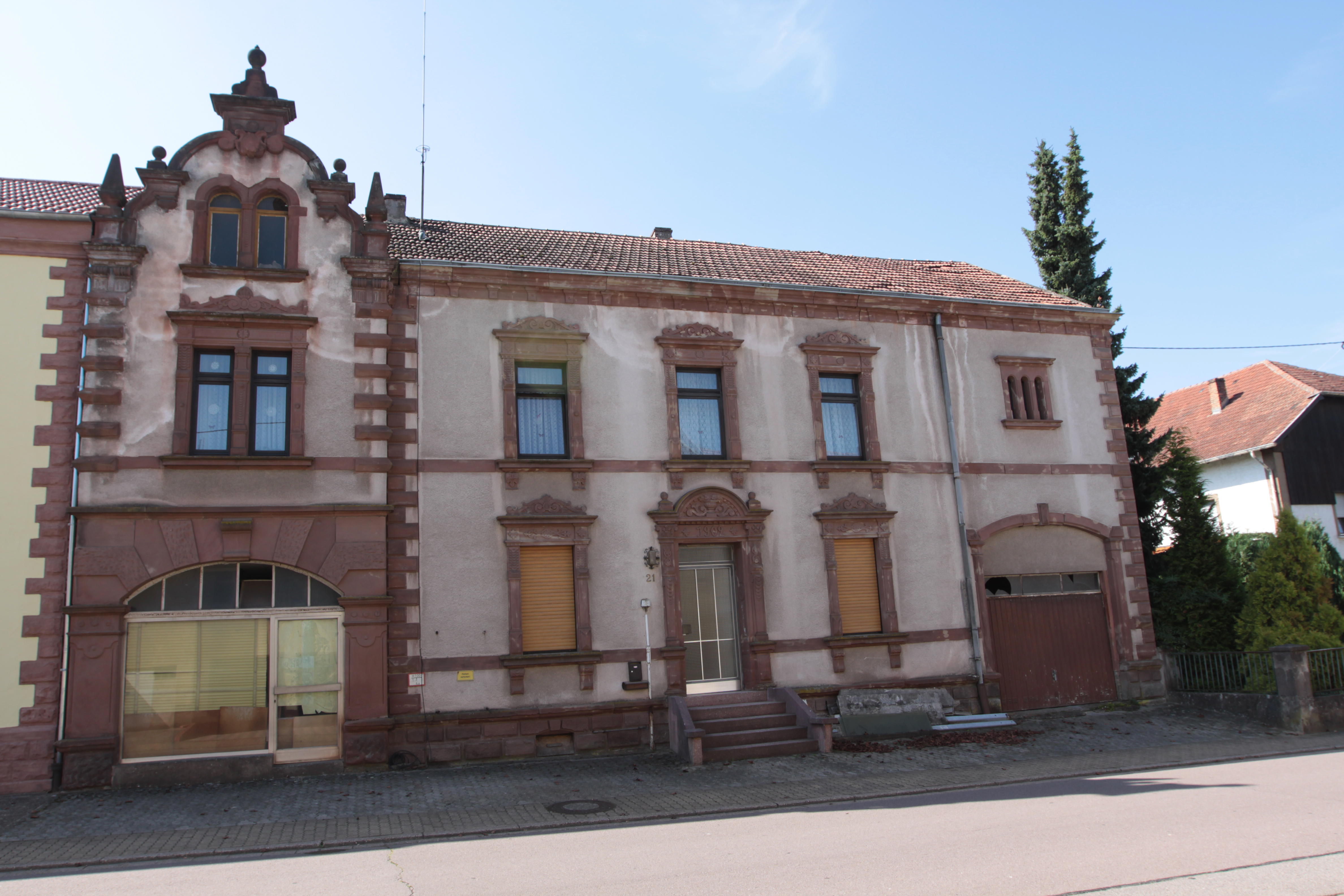
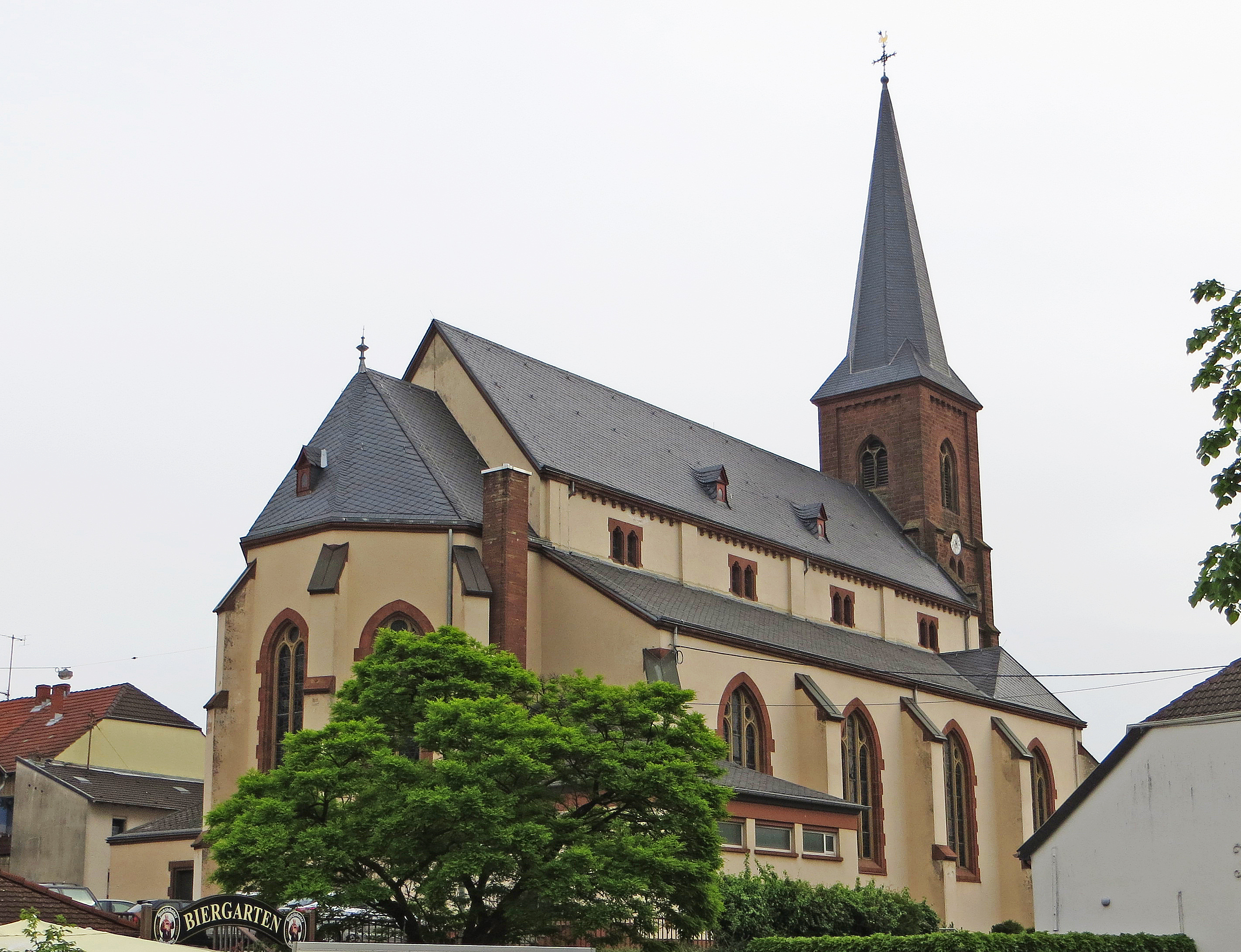